# 姜斉
姜斉（きょうせい、Jiāng Qí、紀元前1046年 - 紀元前386年）は、周代・春秋時代・戦国時代初頭に亘って現在の山東省を中心に存在した斉国（諸侯）。周建国の功臣太公望によって立てられた国である。姓は姜、氏は呂であるため、戦国時代の斉（嬀斉・田斉）などと区別して姜斉または呂斉とも呼ばれる。紀元前386年に有力大夫の田和によって乗っ取られ、姜斉はこの時点で滅ぼされた。首都は営丘。

## 歴史

### 太公望の受封

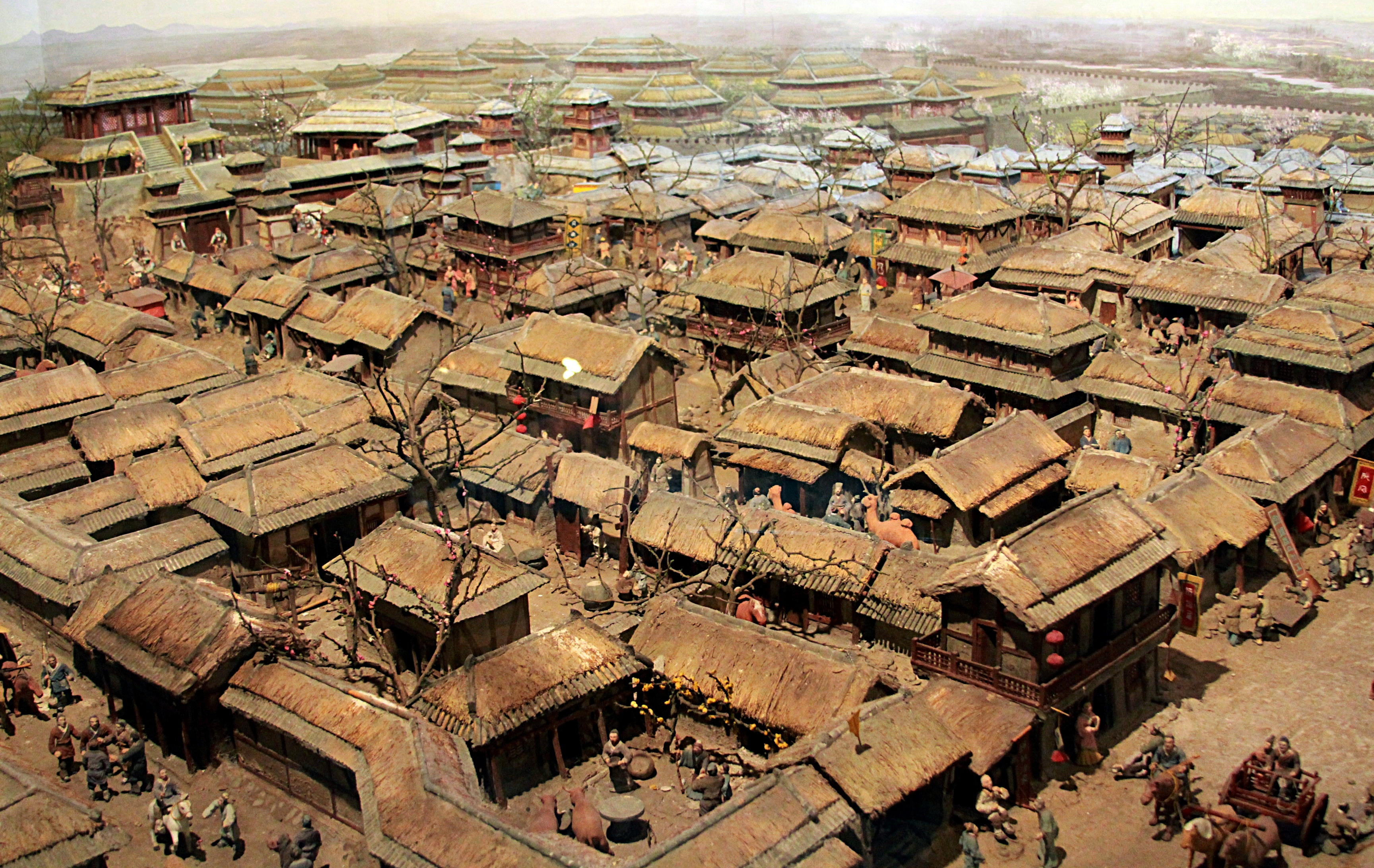
国都臨淄（現在の山東省淄博市臨淄區）の復原模型

斉の歴史は西周の初年まで遡る。武王が牧野の戦いで殷を破り、滅ぼすと、周朝を開き、功臣には領地を与え報いた。先王の文王と武王の代に国師・軍師として周を支えた功臣の呂尚（太公望）は営丘（後の臨淄）に領地を与えられ、国名を斉とした。姓が姜姓のため姜姓斉国（姜斉）とも呼ばれる。営丘に赴任後、呂尚は隣接する萊の族長の攻撃を防いだ。呂尚は営丘の住民の習俗に従い、儀礼を簡素にした。営丘が位置する山東は農業に不適な立地だったが、漁業と製塩によって斉は国力を増した。
斉の地位は諸侯の中でも崇高なものであった。武王が崩御すると後を継いだ成王が年少であったために叔父の周公旦が執政した。これを快く思わなかった、周公旦の兄弟の管叔鮮・蔡叔度・霍叔処は殷の紂王の子の武庚を擁立し反乱を起こした。周公の東征により3年かけて鎮圧された。これにより召公奭を伝者として「東の海、西の黄河、南の穆陵関、北の無棣に至る地域の五侯九伯の諸侯が反乱を起こした時、反乱者を討つ権限を与える」と周から命じられた。斉は征伐する権限を得て、営丘に都を築き大国となった。斉は隣国の魯と共に、周王朝の最も重要な諸侯国の1つであった。斉は周の軍事作戦で積極的に役割を果たした。
2008年から2010年にかけて、山東省高青県陳荘村で西周斉国の貴族の墓群が発掘されたが、18号墓からは「祖甲斉公」という銘文が記された青銅器が発見されている。この銘文は、十干諡号を用いているのが注目される。『史記』斉太公世家によると、斉の国君は2代目の丁公から4代目の癸公まで十干諡号を用いており、佐藤信弥は、これを初代斉侯の号であると主張した。

### 早期の歴史
周の康王の代、康王の所持している宝物を丁公、衛の二代君主の康伯と晋の二代君主晋侯燮と周公旦の子伯禽に与えられた。
丁公から3代後の哀公は紀侯の讒言により周の夷王の命で烹殺にされる。哀公の死後、異母弟の公子静が斉の君主となった（胡公）。前866年、胡公は紀からの防衛のために営丘から薄姑（臨淄から西北に五十里の場所）に遷都した。この暴動に斉の人民は怒った。先代の哀公の同母弟の公子山が胡公を殺し、胡公の子を国外に追放した。首都を薄姑から臨淄に戻し、即位した（献公）。献公の2代後、孫の厲公が君主となった。厲公は暴虐で国民は彼を恨んだ。遂には胡公の子を斉に入国させ厲公を殺した。しかし、胡公の子は皆戦死した。そのため斉人は厲公の子の公子赤を擁立し即位させた（文公）。文公は父の厲公の暗殺に関わった70人を全員殺した。

### 釐公の小伯

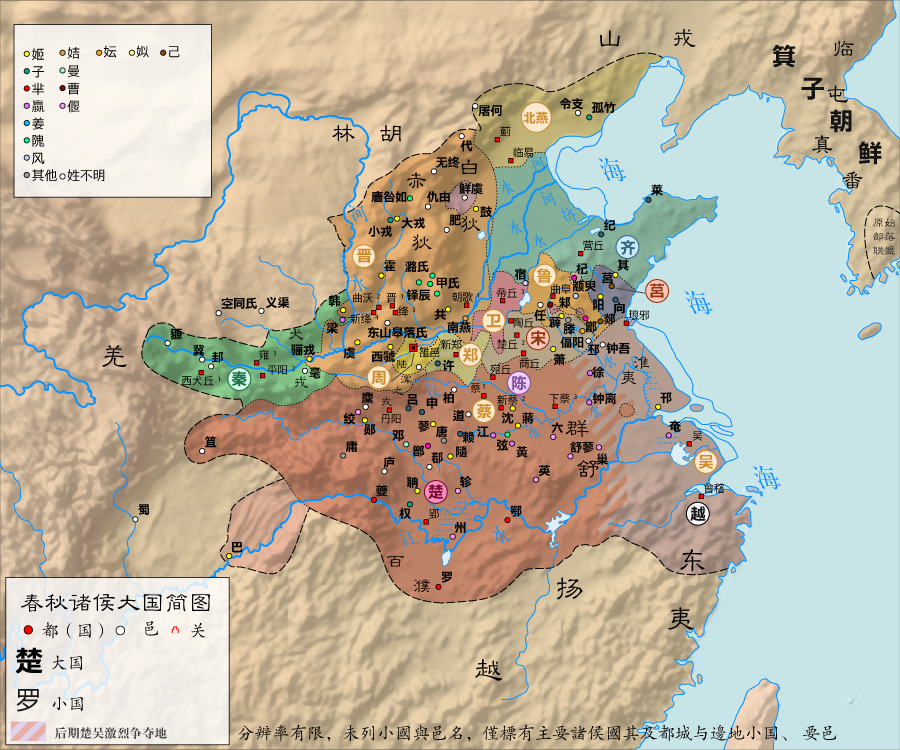
春秋諸侯大国簡図

春秋時代の初期、斉は主に魯と争った。文公の3代後、釐公が即位した。釐公は鄭の荘公や隠公と盟を結んだ。両国からの援助を受けて、その後十数年間、僖公は他国と盟を結び宋を平定した。斉は鄭と魯の盟で周朝の王命に従わない殤公の宋・郕を平定した。許を攻め許の荘公は衛に亡命した。そのため弟の桓公を許の君主とした。また宋の華父督の乱を平定した。前706年、斉に北戎が侵攻し、鄭の公子忽が救援し、撃破した。前702年、釐公は鄭の荘公の求めに応じ、衛とともに魯に侵攻し、郎で戦った。前699年、宋の要求により宋・衛・燕の三国で鄭を討伐した。僖公の子の襄公の在位時に国力は更に強くなった。前690年、紀が降伏し、滅び東の障害が消えた。前686年、斉と魯で郕を攻めて降伏させた。

### 桓公の即位
紀元前685年、斉の大夫の連称と管至父が襄公を殺し、公孫無知を擁立した。鮑叔牙は斉で大乱が起きることを危惧し、襄公の在位中に公子の小白を莒（現在の山東省莒県）に亡命させた。斉の大夫管仲も公子糾を魯に亡命させた。前685年、斉の大臣の雍廩が君主の無知と大夫の連称を殺し、国内に君主が無位となった。公子糾と公子小白は後継を争った。管仲が小白を待ち伏せして暗殺しようとしていた。管仲は弓を射た。矢は小白の腹に当たり、小白はもんどりうって倒れた。小白はそのまま死んだふりをして管仲から逃げる為に馬車を走らせ、次の宿場で部下に棺桶を用意させ、また莒の兵を国へ返させて自らの死を偽装した為、管仲は小白が死んだものと思い込んで喜び、公子糾に小白を殺したと報告した。競争相手が消えた公子糾は魯の兵を後ろにゆっくりと斉に入ろうとした。しかし、小白が密かに急行してすでに斉に入り斉公になっていた。公子糾は待ち構えていた小白に打ちのめされ、魯へ逃げ込んだ。管仲の矢は腹に当たったように見えたが、実は腰帯の留金に当たっていた。小白は臨淄で即位した（桓公）。
桓公の即位後、魯を攻撃し乾時（現在の山東省淄博市桓台県）で大戦し、魯軍は敗走した。鮑叔は荘公は書を送った。その中には「家無二主，国無二君。寡君（桓公）已奉宗廟，公子糾欲行争奪，非不二之誼也。寡君以兄弟之親，不忍加戮，願假手于上国（魯国）。管仲・召忽，寡君之仇，諸受而戮于太廟」と記されていた。魯人に害が及ぶのを畏れ、公子糾を殺し、召忽を自殺させ、管仲を廊に入れた。桓公は管仲を殺そうとしたが、鮑叔が「公が斉の君主であるだけでよいならば、この私でも宰相が務まりましょう。しかし、公が天下の覇者になりたいと思われるならば宰相は管仲でなければなりません」と述べた。桓公は意見を採り入れ、管仲を殺すふりをして、斉に帰国させた。桓公と管仲は覇王になる術について会話し、大喜びし、大夫にして政事を行わせた。

### 覇者
桓公は管仲を相国として、改革を推行した。前684年に西の小国の譚を滅ぼし、軍を魯に向けた。前681年には甄（現在の山東省鄄城県）で宋の桓公・陳の宣公・衛の恵公・鄭の厲公と会盟し、盟主となった。これは桓公が一人目の中原の盟主（覇者）となったことを表す。同年、遂を滅ぼした。前680年、宋は盟約に背き、桓公は周の天子を名義に、陳や曹などの諸侯国を率いて宋を討伐し、屈服させた。この数諸侯国は1回目の「九合諸侯」と呼ばれる。前679年、宋、陳、衛、鄭と鄄で盟を結んだ。
当時、中原の諸侯国は戎狄の攻撃に悩まされていた。桓公は「尊王攘夷」を旗印に西戎や北狄・徐・楚を討伐し周を安定させた。また、郯・譚・遂・鄣等の35国を滅ぼした。前664年、山狄を北伐し、燕を救った。前656年、鄭の要請により、斉・魯・宋・陳・衛・鄭・許・曹の連合軍が蔡に侵攻した。蔡が敗れると、諸侯はさらに当時力をつけていた楚を攻撃した。そして、楚の成王が屈完を派遣して諸侯と盟を交わさせた。前651年、桓公は諸侯と葵丘の会盟を執り行い、周王室より文王と武王の祭祀に用いた文武の胙を賜った。ここに桓公は覇者となった。春秋五覇の1人に数えられている。これにより姜斉の国力は最大となった。

### 後継争い
賢臣の管仲や隰朋、鮑叔らは相次いでこの世を去った。桓公は晩年、佞臣の公子開方・易牙・豎刁の「三貴」を重用した。斉の衰退が始まっていた。
桓公は管仲が推していた公子昭を太子とし、宋の襄公を後見人とした。桓公四十三年（前643年）、桓公は重病となった。五公子（公子無詭・公子昭・公子潘・公子元・公子商人）は後継を争った。十月、桓公は病死した。五公子が後継を争ったために斉は混乱を迎えた。桓公の死体は67日の間、納棺・埋葬される事もなく、そのため遂には扉からウジが這い出してきたという。易牙・豎刁らは公子無詭を擁立した（斉侯無詭）。公子昭は宋に亡命した。前642年春、宋の襄公は曹・衛・邾の兵を率いて斉を攻め、公子昭を帰国させた。三月、宋の軍の圧力に屈して高氏や国氏は豎刁・斉侯無詭を殺し、太子昭を迎え入れた。しかし四公子の支持者が宋へ追い返した。同年五月、宋の襄公は再度出兵し四公子の軍を甗（現在の山東省済南市の付近）で打ち破り、太子昭は斉の国都の臨淄で即位した（孝公）。この動乱により、斉の国力は衰落し、桓公の覇業は潰えた。
孝公の死後、その子を公子開方が殺し、公子潘が即位した（昭公）。昭公の死後，その子姜舎（斉君舎）が即位するが僅か五ヶ月で、公子商人に殺され、公子商人が即位する（懿公）。四年後、懿公は懿公に恨みを持つ邴歜と庸職により殺された。懿公は驕慢となって人心を失ったため、斉人はその子を廃した。公子元を衛から迎え入れられ即位した（恵公）。後継争いは収束したが、斉の国力は衰落し、晋と楚が覇を争った。

### 覇業の崩壊
恵公の死後、斉の国力は衰えた。頃公の在位時（前589年）には鞍の戦いで晋軍に敗れた。霊公の在位時（前555年）、斉は盟を破り魯と衛を討伐した。晋は魯・宋・衛・鄭・曹・莒・邾・滕・薛・杞・郳の十二の諸侯国と連合して迎え撃った。霊公は連合軍に大敗した。頃公や霊公の代は強国晋に依存していてかつての強国は幻となっていた。前567年、太公望の代から争っていた萊を滅ぼした。領土は山東省の東部まで拡大し、東は海、西は黄河、南は泰山、北は無棣水（現在の河北省塩山県の南）となった。

### 第二の栄華期
斉は公族の国氏・高氏が輔政し、その後、鮑氏（鮑叔の子孫）・崔氏（丁公の嫡子の崔季子の子孫）・慶氏（斉侯無詭の子の慶克の子孫）・晏氏（晏弱の子孫）・高氏（恵公の子の公子祁の子孫）・欒氏（恵公の子の公子堅の子孫）等の卿や大夫が掌政し、卿や大夫の勢力は日に日にまして、更には斉の国君までを廃するようになった。崔杼は公子光を廃し、荘公を即位させ朝政を掌握した。後に荘公は崔杼の後妻と密通した。崔杼は激怒して、荘公を殺した。荘公の弟の公子杵臼を国君とした。（景公）。紀元前546年、左相の慶封（慶克の子）は崔氏を滅ぼし、崔杼は自殺した。紀元前545年、鮑氏と高氏、欒氏らは慶氏を滅ぼし、慶封は呉に亡命した。その後、斉の大夫晏嬰が国政を執った。晏嬰は常に社稷（国家）を第一に考えて上を恐れず諫言を行い、人民に絶大な人気を誇り、君主も彼を憚った。また質素を心がけ、肉が食卓に出ることが稀だった。また狐の毛皮から仕立てた一枚きりの服を、30年も着ていたという。晏嬰の手腕により景公のもとで覇者桓公の時代に次ぐ第二の栄華期を迎え、孔子も斉での仕官を望んだほどである。

### 田氏の専横
紀元前532年、高氏は鮑氏と田氏により、恵公の子孫の欒氏と滅亡し欒施と高彊は魯に亡命した。斉の公族の勢いは大幅に衰えた。
田氏は陳の公子の田完の子孫であった。陳で内乱が起きると田完は斉に亡命し、桓公により工正（百工を統率する）に任命された。田完の5代後田桓子（陳無宇）は景公から欒氏と高氏の領地財産を与えられるが、晏嬰の勧めでそれらを辞退し、高唐を与えられた。陳無宇は交通の要衝であるこの地を得たことで、経済的に強大化していった。
田氏の子孫の田穰苴（司馬穰苴）は晋、燕の両軍を破り失地を取り戻した。この功により大司馬に任命された。田氏の勢力が拡大することを危惧した高張と国夏は景公に諫言し、司馬穰苴は免官された。田完の子の田僖子（田乞）は高氏と国氏の両氏と親交を重ねたが、その一方で他の大夫たちに対しては両氏への反感を煽っていた。紀元前500年、晏嬰がこの世を去った。このため、高氏と国氏の両家が朝政を掌握した。紀元前489年、景公は病が重くなり、国夏と高張は年少の公子荼を太子とする遺命を命じた。田乞は政変を起こし、高氏と国氏の両家を滅ぼした。高張は殺され、国夏は莒に、晏圉は魯に亡命した。田乞は晏孺子荼を殺して、鮑牧ら諸大夫の擁立した年長の公子陽生を国君とした（悼公）。紀元前485年、悼公は鮑息らにより殺され、公子壬を国君とした（簡公）。田乞の子の田成子は闞止とともに左右の相となった。紀元前481年、田恒は政変を起こし、闞止と簡公を殺し簡公の弟の公子驁を国君とした（平公）。
この後、田恒は斉の大権を握り、鮑氏や晏氏などの諸族を誅した。田氏は平公・宣公・康公の三代に渡って実権を握った。

### 姜斉の滅亡
前391年、姜斉の最後の君主の康公は田和により海島の孤島に追放された。食邑に一城与えられ、祖先を祀ることを許された。田和は自立し君主となった（太公）。前386年、田和は周の安王により諸侯に列された。これにより姜姓の斉から田氏の斉に取って代わられた。田和は正式に侯となり、国号を姜斉時代と同じく斉とした。これを「田斉」という。この出来事は「田氏代斉」（姜斉の滅亡）という。田斉は「戦国七雄」の一つである。前379年、康公が死し、姜斉は絶えた。

## 歴代君主
1. 太公（呂尚、在位？ - 紀元前1000年）
2. 丁公（呂伋、在位紀元前999年 - ？）
3. 乙公（姜得）
4. 癸公（姜慈母）
5. 哀公（姜不辰、在位？ - 紀元前863年）

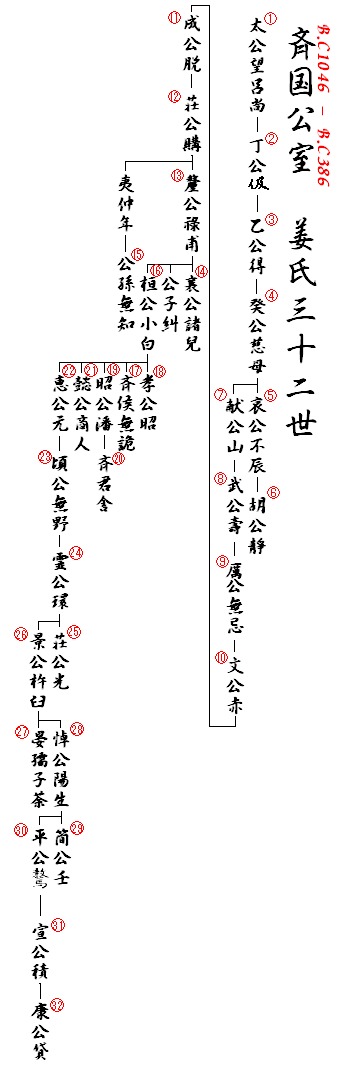
斉公室系図

6. 胡公（姜静、在位紀元前862年 - 紀元前860年）
7. 献公（姜山、在位紀元前859年 - 紀元前851年）
8. 武公（姜寿、在位紀元前850年 - 紀元前825年）
9. 厲公（姜無忌、在位紀元前824年 - 紀元前816年）
10. 文公（姜赤、在位紀元前815年 - 紀元前804年）
11. 成公（姜説、在位紀元前803年 - 紀元前795年）
12. 荘公（姜贖、在位紀元前794年 - 紀元前731年）
13. 釐公（姜禄甫、在位紀元前730年 - 紀元前698年）
14. 襄公（姜諸児、在位紀元前697年 - 紀元前686年）
15. 公孫無知（姜無知、在位紀元前686年）
16. 桓公（姜小白、在位紀元前685年 - 紀元前643年）、管仲が仕える。
17. 斉侯無詭（姜無詭、在位紀元前643年）
18. 孝公（姜昭、在位紀元前642年 - 紀元前633年）
19. 昭公（姜潘、在位紀元前632年 - 紀元前613年）
20. 斉君舎（姜舎、在位紀元前613年）
21. 懿公（姜商人、在位紀元前612年 - 紀元前609年）
22. 恵公（姜元、在位紀元前608年 - 紀元前599年）
23. 頃公（姜無野、在位紀元前598年 - 紀元前582年）
24. 霊公（姜環、在位紀元前581年 - 紀元前554年）
25. 荘公（姜光、在位紀元前553年 - 紀元前548年）
26. 景公（姜杵臼、在位紀元前547年 - 紀元前490年）、晏嬰が仕える。
27. 晏孺子荼（姜荼、在位紀元前489年）
28. 悼公（姜陽生、在位紀元前488年 - 紀元前485年）
29. 簡公（姜壬、在位紀元前484年 - 紀元前481年）
30. 平公（姜驁、在位紀元前480年 - 紀元前456年）
31. 宣公（姜積、在位紀元前455年 - 紀元前405年）
32. 康公（姜貸、在位紀元前404年 - 紀元前379年）

- 田氏による簒奪（田斉へ）